# Suning Holdings Group
Suning Holdings Group (苏宁控股集团有限公司S) è una holding cinese fondata nel 2011 dall'imprenditore Zhang Jindong, che ne detiene il 100% delle quote.
Suning Holdings rappresenta la società principale della galassia Suning, contenendo anche le holding operative nei seguenti settori: immobiliare, vendita al dettaglio, media, intrattenimento, investimenti, sport e servizi finanziari. È partecipe in Suning.com, una delle più importanti società cinesi, che opera nel settore della vendita al dettaglio. Dal giugno 2016 al maggio 2024 è stata l'azionista di maggioranza del Football Club Internazionale Milano, detenendone (tramite alcune società lussemburghesi) il 68,55% del capitale sociale.
Nel 2020, secondo la classifica riportata dal quotidiano cinese China Daily e redatta dalla "All China Federation of Industry and Commerce", risulta essere la seconda società privata più ricca della Cina e la prima per quanto riguarda il commercio elettronico e la vendita al dettaglio su Internet, con un fatturato di 665,26 miliardi di RMB cinesi (pari a oltre 90 miliardi di euro).
Il gruppo conta oltre 300 000 dipendenti, e tramite Suning International, la divisione internazionale di Suning Holdings Group, è presente in diverse nazioni: Cina, Hong Kong, Corea del Sud, Giappone, Stati Uniti, Regno Unito, Italia, Francia e Germania.

## Storia
Suning è stata fondata nel 1990 dall'imprenditore Zhang Jindong. Il 26 dicembre 1990, è stato aperto il primo negozio Suning specializzato di condizionatori d'aria a Nanchino, in Cina. Ha due società quotate in Cina e Giappone, è una delle principali aziende commerciali in Cina, si dedica a servire oltre 700 milioni di clienti in tutto il mondo, si colloca tra le prime 500 imprese private cinesi nel 2020 con un fatturato di 665,2 miliardi di yuan (oltre 104 miliardi di dollari) In terzo luogo, il settore dei servizi alle imprese private in Cina è al secondo posto tra i primi 100 ed è al primo posto nel settore del commercio al dettaglio su Internet. Aderendo alla missione aziendale di "Leader del progresso industriale nella creazione di alta qualità della vita per tutti" , le attività industriali di Suning continuano ad espandersi, formando un modello di sviluppo coordinato di Suning.com, Suning Logistics, Suning Finance, Suning Technology, Suning Property, Suning Cultural and Creative e Suning Sports. Tra questi, Suning.com si trova alla 324ª posizione nella Fortune Global 500.

## Controllate
La holding di Zhang Jindong controlla alcune società, che operano in settori diversi:
- Suning Rundong (cinese: 苏宁润东股权投资管理有限公司): possiede il 28,43% delle quote di Nubia, una controllata di ZTE; Suning Holdings detiene il 70% delle quote di Suning Rundong mentre Suning Commerce e Chen Yan ne detengono rispettivamente il 10% e il 20%;
- Suning Culture Investment Management (cinese: 苏宁文化投资管理有限公司): è un investitore informale di Champdas (cinese: 上海创冰信息科技有限公司), una società di statistica sportiva. Chen Yan (cinese: 陈艳) possiede il 10% delle quote di Suning Culture Investment Management mentre il resto delle quote appartiene a Suning Holdings. Suning Culture Investment Management ha investito 19,6 milioni di RMB per il 10% delle quote di China International Broadcasting Network (cinese: 国广东方网络（北京）有限公司), oltre ad aver acquistato SynaCast e PPTV;
- Suning Media & Entertainment (cinese: 蘇寧金融服務), crea catene industriali omni-channel ed è diventata la principale piattaforma di servizi culturali online e offline (O2O) in Cina.[17]  Suning Media & Entertainment fornisce servizi nelle aree dell'home video, delle reti sociali mobili e del teatro a oltre 400 milioni di membri registrati.[18] Con l'istituzione di PPTV, Longzhu Live-broadcasting e Suning Cinema, Suning Media & Entertainment si concentra sullo sviluppo di intrattenimento video, servizi di contenuti, servizi O2O e servizi tecnici;[19]
- Suning Financial Service (cinese: 蘇寧金融服務), è uno dei principali gruppi finanziari su Internet. Si basa sull'ecosistema aziendale di Suning con posizionamento come società Fintech basata sull'integrazione da online e offline (O2O). Con cinque tecnologie chiave: identificazione biometrica, controllo del rischio dei big data, marketing intelligente, robo advisor e cloud finanziario, Suning Financial Services ha fornito ai consumatori e alle piccole e medie imprese portafogli di prodotti finanziari completi e di qualità tra cui pagamento, finanziamento della catena di approvvigionamento, finanziamento al consumo, investimenti e gestione patrimoniale, finanziamento collettivo, assicurazioni e carte prepagate. Suning Financial Services si impegna a fornire finanziamenti inclusivi e convenienti in Cina;[20]
- Suning Jinkong (cinese: 苏宁金控投资有限公司), Suning Financial Holding): è una joint venture tra Suning Holdings Group e Chen Yan. Suning Jinkong possiede il 35% di quote di una controllata di Suning Commerce Group, la Suning Jinfu (cinese: 苏宁金融服务(上海)有限公司, Suning Financial Services (Shanghai) Co., Ltd.);[21]
- Suning Logistics  (cinese: 蘇寧物流), è una delle principali società di logistica al dettaglio in Cina. È specializzato in servizi lungo l'intera catena di approvvigionamento, inclusi deposito e distribuzione. Inoltre, mira a stabilire il sistema di servizio di magazzino commerciale più efficiente per i beni di consumo e fornire la migliore piattaforma di servizio logistico intelligente in tutto il paese. Suning Logistics possiede e mantiene strutture di magazzino avanzate e dal 2018, insieme alla sua controllata TTK Express Company, ha 9,5 milioni di spazi di magazzino con una rete di consegna che copre 351 città, 2858 distretti e contee in Cina, può contare su oltre 100.000 camionisti che lavorano per l'azienda. Inoltre, le risorse logistiche sono condivise con oltre 2000 partner in settori tra cui elettrodomestici, computer, prodotti di elettronica di consumo e di comunicazione (3C), FMCG, arredamento e decorazioni per la casa. Con la tecnologia e il servizio a sua disposizione, Suning Logistics offre soluzioni per la catena di fornitura incentrate su efficienza, esperienza del cliente, gestione e innovazione. Il suo obiettivo è supportare i clienti nel concentrarsi sulle loro competenze chiave per accelerare la crescita. Nel 2018 ha siglato una partnership strategica con Baidu per accelerare l'applicazione commerciale della tecnologia a guida autonoma,[22][23] nel maggio 2018 ha svelato il primo autocarro pesante a guida autonoma di livello 4;[24]
- Suning Sports (cinese: 江苏苏宁体育产业有限公司): è una joint venture tra Suning Holdings Group e Suning Appliance Group. Fino al 22 maggio 2024 ha posseduto (tramite partecipazioni a cascata in società di diritto lussemburghese) la squadra dell’Internazionale. PP Sports, di proprietà di Suning Sports, è la prima piattaforma multimediale sportiva in Cina a possedere i diritti d'autore esclusivi della Big Five Football League europea: La Liga, Serie A, Bundesliga e Ligue 1.[25] PP Sports possiede anche i diritti d'autore di altri importanti eventi sportivi come AFC e WWE. Nel 2021, a seguito dell'introduzione da parte della Federazione calcistica cinese di una serie di regolamenti che impongono ai club iscritti alla Super League, alla League One e ai campionati di seconda e terza divisione di rimuovere dal nome della squadra ogni riferimento agli sponsor aziendali o alla proprietà, lo Jiangsu Suning ha cambiato il proprio nome in Jiangsu F.C..[26] Tuttavia, il 28 febbraio 2021, la società madre Suning Holdings Group ha annunciato che le attività sarebbero cessate immediatamente insieme alle squadre femminili e giovanili.[27][28];
- Suning International (cinese:蘇寧國際): nel novembre 2019, Suning International ha firmato ufficialmente un accordo con l'Istituto nazionale per il commercio estero (ICE) al 2° China International Import Expo di Shanghai per rafforzare l'aggiornamento dei consumi e il miglioramento della qualità dello stile di vita, aumentando la conoscenza e aumentando il consumo di prodotti italiani autentici in Cina.[29][30] Il nuovo accordo consente inoltre a Suning di pianificare una serie di campagne di marketing online e offline per sensibilizzare e aumentare il consumo di prodotti italiani autentici in Cina, promuovendo una migliore comprensione dei prodotti italiani tra i consumatori cinesi e ampliando ulteriormente il concetto di autenticità con l'obiettivo di aumentare. Inoltre, ICE supporterà Suning per facilitare l'approvvigionamento di prodotti italiani autentici con investimenti di marketing e per istituire la Suning-Italy Retail Academy, un programma di formazione che mira a coltivare acquirenti professionali all'estero.[29] Suning International ha annunciato l'intenzione di aprire 150 nuovi negozi esperienziali nei prossimi tre anni, progettati per fornire un accesso ai consumatori cinesi per accedere ed essere ispirati dai diversi stili di vita in tutto il mondo. Nel 2020, Suning.com dovrebbe lanciare il primo smart store di fascia alta di Suning International a Shanghai, progettato per essere un centro di moda che raccoglie nicchie d'oltremare, marchi di lusso provenienti da Europa, Giappone e Corea del Sud;[29]
- F.C. Internazionale Milano (cinese: 国际米兰足球俱乐部): nel giugno del 2016 Zhang Jindong, ha rilevato il 68,55% delle quote dell'Inter, diventandone l'azionista di maggioranza.[31] Nei mesi successivi il sito di commercio elettronico del gruppo, Suning.com, è diventato uno degli sponsor del club. Struttura di F.C. Gruppo Internazionale Milano, a partire dal 2017, sulla base di documenti legali:[32][33][34]

| | | | | | |  |  | Zhang Jindong | Zhang Jindong | Zhang Jindong | Zhang Jindong | Zhang Jindong | Zhang Jindong |  |  | Zhang e altri azionisti             | Zhang e altri azionisti             | Zhang e altri azionisti             | Zhang e altri azionisti             | Zhang e altri azionisti             | Zhang e altri azionisti             |  |  |  |  |  |  |  |  |  |  |  |  |  |  |  |  |  |  |
| | | | | | |  |  | Zhang Jindong | Zhang Jindong | Zhang Jindong | Zhang Jindong | Zhang Jindong | Zhang Jindong |  |  | Zhang e altri azionisti             | Zhang e altri azionisti             | Zhang e altri azionisti             | Zhang e altri azionisti             | Zhang e altri azionisti             | Zhang e altri azionisti             |  |  |  |  |  |  |  |  |  |  |  |  |  |  |  |  |  |  |
| | | | | | |  |  | Suning Holdings Group Co., Ltd.                                                                                    | Suning Holdings Group Co., Ltd.                                                                                    | Suning Holdings Group Co., Ltd.                                                                                    | Suning Holdings Group Co., Ltd.                                                                                    | Suning Holdings Group Co., Ltd.                                                                                    | Suning Holdings Group Co., Ltd.                                                                                    |  |  | Suning Appliance Group Co., Ltd.    | Suning Appliance Group Co., Ltd.    | Suning Appliance Group Co., Ltd.    | Suning Appliance Group Co., Ltd.    | Suning Appliance Group Co., Ltd.    | Suning Appliance Group Co., Ltd.    |  |  |  |  |  |  |  |  |  |  |  |  |  |  |  |  |  |  |
| | | | | | |  |  | Suning Holdings Group Co., Ltd.                                                                                    | Suning Holdings Group Co., Ltd.                                                                                    | Suning Holdings Group Co., Ltd.                                                                                    | Suning Holdings Group Co., Ltd.                                                                                    | Suning Holdings Group Co., Ltd.                                                                                    | Suning Holdings Group Co., Ltd.                                                                                    |  |  | Suning Appliance Group Co., Ltd.    | Suning Appliance Group Co., Ltd.    | Suning Appliance Group Co., Ltd.    | Suning Appliance Group Co., Ltd.    | Suning Appliance Group Co., Ltd.    | Suning Appliance Group Co., Ltd.    |  |  |  |  |  |  |  |  |  |  |  |  |  |  |  |  |  |  |
| | | | | | |  |  | | | | | | |  |  |                                     |                                     |                                     |                                     |                                     |                                     |  |  |  |  |  |  |  |  |  |  |  |  |  |  |  |  |  |  |
| | | | | | |  |  | Jiangsu Suning Sports Co., Ltd.                                                                                    | | | | | |  |  |                                     |                                     |                                     |                                     |                                     |                                     |  |  |  |  |  |  |  |  |  |  |  |  |  |  |  |  |  |  |
| | | | | | |  |  | | | | | | |  |  |                                     |                                     |                                     |                                     |                                     |                                     |  |  |  |  |  |  |  |  |  |  |  |  |  |  |  |  |  |  |
| | | | | | |  |  | Suning Sports International Ltd.                                                                                   | | | | | |  |  |                                     |                                     |                                     |                                     |                                     |                                     |  |  |  |  |  |  |  |  |  |  |  |  |  |  |  |  |  |  |
| | | | | | |  |  | | | | | | |  |  |                                     |                                     |                                     |                                     |                                     |                                     |  |  |  |  |  |  |  |  |  |  |  |  |  |  |  |  |  |  |
| International Sports Capital S.p.A. (detenuta fino al 2019 da Erick Thohir, poi da LionRock Capital) | International Sports Capital S.p.A. (detenuta fino al 2019 da Erick Thohir, poi da LionRock Capital) | International Sports Capital S.p.A. (detenuta fino al 2019 da Erick Thohir, poi da LionRock Capital) | International Sports Capital S.p.A. (detenuta fino al 2019 da Erick Thohir, poi da LionRock Capital) | International Sports Capital S.p.A. (detenuta fino al 2019 da Erick Thohir, poi da LionRock Capital) | International Sports Capital S.p.A. (detenuta fino al 2019 da Erick Thohir, poi da LionRock Capital) |  |  | Great Horizon S.à r.l. (fino al 2021, poi divenuta controllante di Grand Sunshine S.à.r.l. e Grand Tower S.à.r.l.) | Great Horizon S.à r.l. (fino al 2021, poi divenuta controllante di Grand Sunshine S.à.r.l. e Grand Tower S.à.r.l.) | Great Horizon S.à r.l. (fino al 2021, poi divenuta controllante di Grand Sunshine S.à.r.l. e Grand Tower S.à.r.l.) | Great Horizon S.à r.l. (fino al 2021, poi divenuta controllante di Grand Sunshine S.à.r.l. e Grand Tower S.à.r.l.) | Great Horizon S.à r.l. (fino al 2021, poi divenuta controllante di Grand Sunshine S.à.r.l. e Grand Tower S.à.r.l.) | Great Horizon S.à r.l. (fino al 2021, poi divenuta controllante di Grand Sunshine S.à.r.l. e Grand Tower S.à.r.l.) |  |  | Altri (Pirelli e piccoli azionisti) | Altri (Pirelli e piccoli azionisti) | Altri (Pirelli e piccoli azionisti) | Altri (Pirelli e piccoli azionisti) | Altri (Pirelli e piccoli azionisti) | Altri (Pirelli e piccoli azionisti) |  |  |  |  |  |  |  |  |  |  |  |  |  |  |  |  |  |  |
| International Sports Capital S.p.A. (detenuta fino al 2019 da Erick Thohir, poi da LionRock Capital) | International Sports Capital S.p.A. (detenuta fino al 2019 da Erick Thohir, poi da LionRock Capital) | International Sports Capital S.p.A. (detenuta fino al 2019 da Erick Thohir, poi da LionRock Capital) | International Sports Capital S.p.A. (detenuta fino al 2019 da Erick Thohir, poi da LionRock Capital) | International Sports Capital S.p.A. (detenuta fino al 2019 da Erick Thohir, poi da LionRock Capital) | International Sports Capital S.p.A. (detenuta fino al 2019 da Erick Thohir, poi da LionRock Capital) |  |  | Great Horizon S.à r.l. (fino al 2021, poi divenuta controllante di Grand Sunshine S.à.r.l. e Grand Tower S.à.r.l.) | Great Horizon S.à r.l. (fino al 2021, poi divenuta controllante di Grand Sunshine S.à.r.l. e Grand Tower S.à.r.l.) | Great Horizon S.à r.l. (fino al 2021, poi divenuta controllante di Grand Sunshine S.à.r.l. e Grand Tower S.à.r.l.) | Great Horizon S.à r.l. (fino al 2021, poi divenuta controllante di Grand Sunshine S.à.r.l. e Grand Tower S.à.r.l.) | Great Horizon S.à r.l. (fino al 2021, poi divenuta controllante di Grand Sunshine S.à.r.l. e Grand Tower S.à.r.l.) | Great Horizon S.à r.l. (fino al 2021, poi divenuta controllante di Grand Sunshine S.à.r.l. e Grand Tower S.à.r.l.) |  |  | Altri (Pirelli e piccoli azionisti) | Altri (Pirelli e piccoli azionisti) | Altri (Pirelli e piccoli azionisti) | Altri (Pirelli e piccoli azionisti) | Altri (Pirelli e piccoli azionisti) | Altri (Pirelli e piccoli azionisti) |  |  |  |  |  |  |  |  |  |  |  |  |  |  |  |  |  |  |
| | | | | | |  |  | | | | | | |  |  |                                     |                                     |                                     |                                     |                                     |                                     |  |  |  |  |  |  |  |  |  |  |  |  |  |  |  |  |  |  |
| | | | | | |  |  | F.C. Internazionale Milano S.p.A.                                                                                  | | | | | |  |  |                                     |                                     |                                     |                                     |                                     |                                     |  |  |  |  |  |  |  |  |  |  |  |  |  |  |  |  |  |  |

Il 26 ottobre 2018 viene eletto per la carica di presidente Steven Zhang, mentre il 25 gennaio 2019 International Sports Capital S.p.A di Erick Thohir ha ceduto il suo 31,05% alla LionRock Capital, un fondo d'investimento di Hong Kong. Al 2019, gli investimenti di Suning hanno raggiunto, in questi anni, quota 700 milioni di euro. Il 2 maggio 2021 l'Inter si aggiudica il campionato, il diciannovesimo della sua storia, undici anni dopo la volta precedente. Il gruppo Suning, al quinto anno di gestione della società, è la prima proprietà straniera a vincere lo scudetto in Italia e la prima cinese a vincere in Europa. Nei primi cinque anni di gestione Suning il valore d'impresa si rivaluta del 120% (seconda miglior performance d’Europa tra i club calcistici), a fronte di 500 milioni di euro spesi nel calciomercato e in vari altri asset, quali il rinnovamento del centro sportivo di Appiano Gentile (con costruzione della club house), l'inaugurazione della nuova sede sociale al palazzo The Corner di viale della Liberazione e il potenziamento della comunicazione (che porta a una crescita del 232% del seguito sui social media). Tuttavia, nell'estate del 2021, Suning attraversa una fase difficile per via delle conseguenze della pandemia di COVID-19 e delle limitazioni del governo cinese sugli investimenti all'estero: per far fronte ai 246 milioni di euro di perdita di bilancio dell'Inter, la holding chiede un prestito di 275 milioni di euro al fondo americano Oaktree, garantito da un pegno con scadenza a tre anni sulle azioni delle controllanti nerazzurre. Nel corso della stagione 2021-2022 arrivano altri due trofei, la Supercoppa italiana  e la Coppa Italia, entrambi vinti contro la Juventus. Durante l'annata 2022-2023 il club conquista la seconda Supercoppa italiana consecutiva, questa volta contro il Milan, e la seconda Coppa Italia consecutiva: con questi due successi, diventano cinque i trofei vinti sotto la gestione Suning con la presidenza di Steven Zhang.
Nella stagione 2023-2024 l'Inter vince il suo ventesimo campionato, raggiungendo la seconda stella, a cinquantotto anni di distanza dalla prima. A maggio 2024 va in scadenza il finanziamento triennale erogato da Oaktree Capital Management a Suning: negli anni precedenti la holding della famiglia Zhang si era impegnata nel tentativo di restituire o rifinanziare l'importo (arrivato a 395 milioni di euro in virtù degli interessi al 12%), riuscendo al contempo a ridurre di quasi due terzi rispetto al 2021 le perdite di bilancio dell'Inter. Il tentativo tuttavia non va a buon fine, sicché il 22 maggio Oaktree provvede all'escussione sia del 68,55% di azioni riconducibile a Suning, sia del 31,05% detenuto da LionRock Capital. Termina così, dopo 8 anni, la gestione della famiglia Zhang.

## Consociate
Zhang Jindong, proprietario di Suning Holdings, detiene partecipazioni anche in altre società:
Suning Real Estate (cinese: 苏宁置业集团有限公司): società che opera nel settore immobiliare; Zhang Jindong ne possiede il 65% di quote. Suning Real Estate crea una catena di business immobiliare innovativa integrata che copre tre programmi di sviluppo: immobili commerciali, città e immobili residenziali. Sfruttando l'esperienza del gruppo Suning Holding nelle operazioni di vendita al dettaglio e O2O e utilizzando Internet, Internet of Things e la tecnologia dei big data, è alla guida della formazione di centri commerciali, hotel di lusso e gestione della proprietà. Il piano di sviluppo di Suning Real Estate prevede la costruzione di 50 Suning Plazas, 300 Suning.com Plazas e 100 hotel di lusso in futuro;
Suning Appliance Group (cinese: 苏宁电器集团有限公司): società che investe in diversi settori, da quello dei beni immobili a quello sportivo; Zhang Jindong ne è il secondo maggior azionista, con una partecipazione pari al 48.1%. Da giugno 2016, Suning Appliance Group è diventato il terzo maggiore azionista di Suning.com, dopo Zhang Jindong (fondatore di Suning) e Alibaba Group. Suning Appliance Group deteneva anche il 25% del capitale di Suning Real Estate. Nel 2017, la società ha sottoscritto 20 miliardi di ¥ di nuove azioni di Hengda Real Estate, una consociata del gruppo Evergrande;
Suning.com, già Suning Commerce Group, Suning Appliance (cinese: 苏宁云商集团股份有限公司): società che opera nel settore della vendita al dettaglio. Fondata da Zhang Jindong, l'imprenditore ne possiede direttamente il 17.62%, dopo Alibaba Group primo azionista con il 19.99%. Suning è stata elencata nell'elenco Fortune Global 500 delle più grandi aziende del mondo per tre anni consecutivi. È stato classificato come il più grande rivenditore omnicanale della Cina e nel 2019 è stato classificato il marchio di vendita al dettaglio più prezioso in Cina da World Brand Lab, con un valore totale del marchio di 39 093 miliardi di $ e un reddito operativo di oltre 37 miliardi di dollari. Nell'ottobre 2019, Suning ha registrato ricavi superiori a 23,62 miliardi di EUR nei primi tre trimestri del 2019. Suning ha oltre 13.000 negozi che coprono oltre 700 città in Cina (Cina continentale e Hong Kong S.A.R.) e la sua piattaforma di e-commerce, Suning.com si colloca tra le prime tre società B2C cinesi.Nel giugno 2019, Carrefour ha annunciato la vendita di una quota dell'80% delle sue operazioni in Cina, comprendente 210 ipermercati e 24 minimarket in 51 città cinesi e 3,1 miliardi di vendite, a Suning.com per 620 milioni di euro. Al 30 settembre 2019, il numero di membri registrati della piattaforma di vendita al dettaglio di Suning.com ha raggiunto 470 milioni. È stata quotata alla Borsa di Shenzhen nel 2004.
Suning Universal (cinese: 苏宁环球股份有限公司): già Suning Global Group, è una società quotata alla Borsa di Shenzhen, principalmente impegnata nello sviluppo e nella gestione di immobili, nonché nella produzione e vendita di materiali da costruzione. Attraverso il continuo sviluppo e innovazione, Suning Global Group ha costituito un vantaggio aziendale unico. In termini di immobili, finora, Suning Global Group ha sviluppato quasi un centinaio di progetti immobiliari con un'area di sviluppo di oltre dieci milioni di metri quadrati. Ha creato molti classici come "Suning Tianrun City", "Suning Venice Water City", "Suning City Light", "Suning Tianyu International Plaza" e molti altri. Inoltre, Suning Global ha ottenuto risultati fruttuosi nei settori del turismo, dell'agricoltura e degli investimenti. Nel settore del turismo, Suning Global non solo possiede hotel di marca di proprietà di fascia alta-Suning Universal Suite Hotel, Suning Venice Hotel, Wuhu Suning Global Hotel, ecc., Ha stabilito partnership strategiche con la società di gestione alberghiera Marriott International.

## Altre attività
- Veicoli elettrici - Nel 2017, Suning Holdings Group ha investito 200 milioni di dollari a favore della casa automobilistica cinese Byton,[54] che produce veicoli elettrici, che nel gennaio 2018 ha presentato la sua prima concept car al Consumer Electronics Show di Las Vegas.[55] Nell'agosto 2020, Suning Holdings Group ha stipulato un accordo con il colosso cinese NIO, casa automobilistica cinese attiva dal 2014 con sede a Shanghai, specializzata nella progettazione e sviluppo di veicoli elettrici e che, con un proprio team, partecipa anche al campionato mondiale di Formula E. Hanno stabilito una partnership a lungo termine per rafforzare la cooperazione strategica in vari campi, tra cui l'espansione del canale, la vendita di prodotti, la promozione del marchio, la cooperazione B2B, i prodotti tecnologici e lo sviluppo e creare opportunità di sviluppo.[56]
- Car sharing - Suning Holdings Group, in joint venture con Alibaba Group, Tencent Holdings insieme ai produttori di automobili Chang'an Motors, Dongfeng Motor Corporation e First Automobile Works collaborano per un servizio nel settore del ride-sharing, con un investemento di 1,5 miliardi di dollari.[57]
- Città intelligente - Suning Smart City, è un progetto immobiliare globale a sviluppo sostenibile, nell'ambito del gruppo immobiliare Suning che copre immobili di alta gamma per uffici immobili commerciali e residenziali. È il più grande e completo complesso urbano proposto e progettato da Suning Real Estate che copre un'area di 2,3 milioni di mq, 4 moduli commerciali e 10 grattacieli commerciali.[58]

## Dati finanziari
| dati finanziari annuali                      | 2010  | 2011  | 2012 | 2013 | 2014 | 2015 | 2016  | 2017  | 2018  | 2019  | 2020  |
| -------------------------------------------- | ----- | ----- | ---- | ---- | ---- | ---- | ----- | ----- | ----- | ----- | ----- |
| Fatturato (in miliardi di yuan)              | 156,2 | 194,7 |      |      |      |      | 350,2 | 412,9 | 557.9 | 602,5 | 665,3 |
| Fatturato (in miliardi di dollari americani) | 24,8  | 30,9  |      |      |      |      | 51,6  | 60,9  | 82,3  | 87,8  | 104,6 |
| Fatturato (in miliardi di Euro)              | 20,09 | 25,04 |      |      |      |      | 45,04 | 53,11 | 72,00 | 77,50 | 91,47 |